# Zataczarka

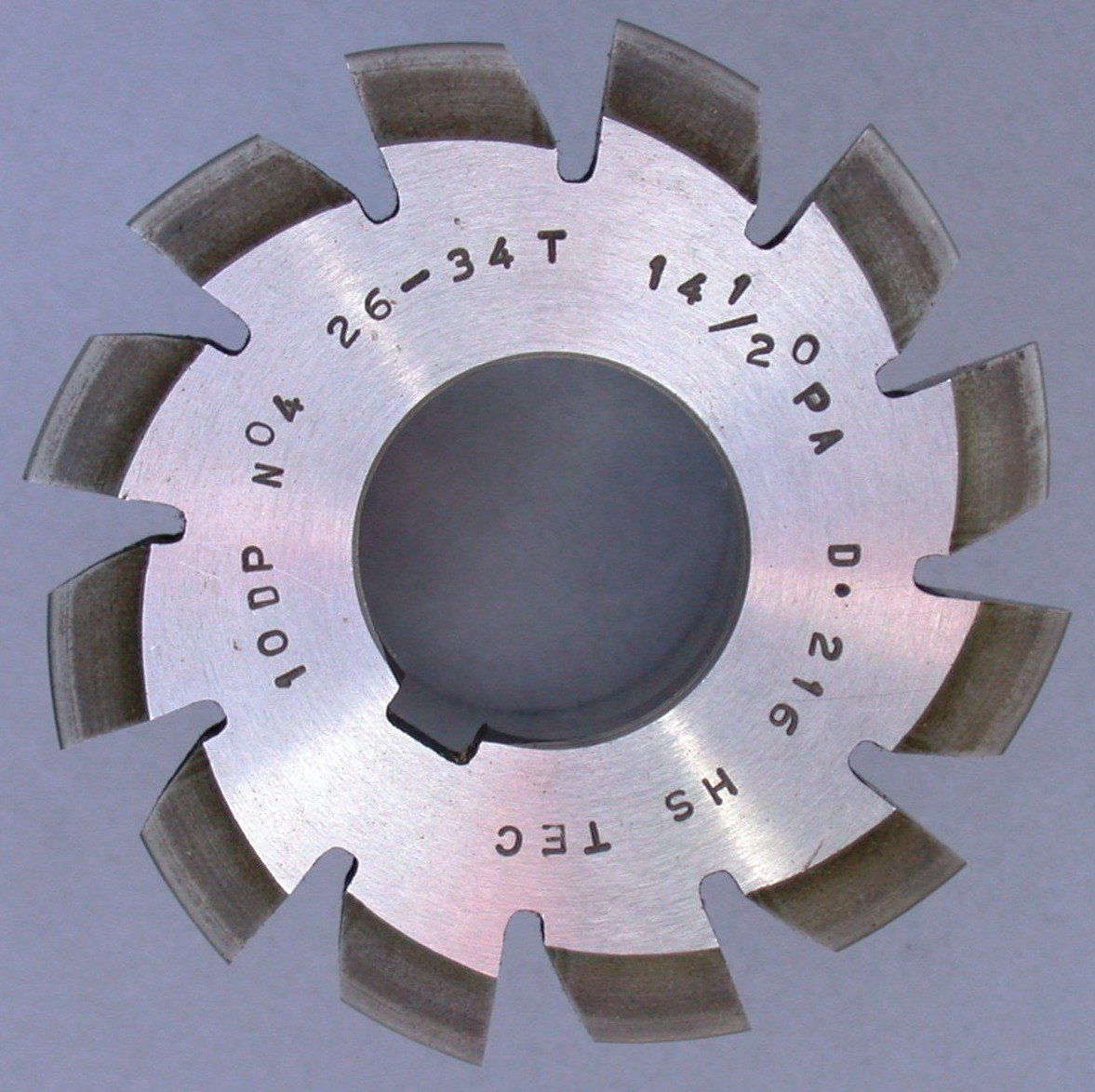
Frez o zębach zataczanych

Zataczarka – tokarka przeznaczona do zataczania ostrzy narzędzi wieloostrzowych, głównie frezów. 
Rozróżnia się zataczarki uproszczone, służące tylko do zataczania frezów krążkowych (są to obrabiarki bez posuwu wzdłużnego suportu narzędziowego) oraz zataczarki uniwersalne (z posuwem wzdłużnym), przystosowane do zataczania frezów ślimakowych, a ponadto do toczenia przedmiotów o przekroju niekołowym oraz gwintów.
Są używane głównie do obróbki narzędzi o zębach zataczanych, np. frezów.